# Ривольта, Энрико
Энрико Ривольта (итал. Enrico Rivolta; 29 июня 1905, Милан — 18 марта 1974, Милан) — итальянский футболист, полузащитник.

## Биография
Энрико Ривольта родился 29 июня 1905 года в Милане. С раннего детства увлекался футболом. Родителями был отдан в футбольную школу миланского «Интера»

### Клубная карьера
Дебют Энрико Ривольты за основной состав «Интера» состоялся в 1922 году, в возрасте 17 лет. На протяжении десяти лет являясь основным футболистом команды, в чемпионатах Италии Ривольта провел в общей сложности за неррадзури 265 матчей в которых забил 54 мяча. В составе «Интера» Ривольта в сезоне 1929/30 становится чемпионом Италии, кроме того с неррадзури он дважды становился бронзовым призёром первенства (23/24 и 32/33).
По окончании сезона 1932/33 за две тысячи фунтов был куплен футбольным клубом «Наполи», в составе которого в сезоне 1933/34 становится бронзовым призёром чемпионата. Всего за неаполитанцев Ривольта провел три сезона сыграв 85 матчей и забив 2 мяча. После этого состоялся его переход в «Милан». Сыграв за последний всего два матча в кубке Италии Энрико Ривольта перешёл в клуб Крема, где и закончил свою профессиональную карьеру.

### Карьера в сборной
За сборную Италии Энрико Ривольта дебютировал 1 января 1928 года в матче со сборной Швейцарии. В составе сборной своей страны участвовал в IX летних Олимпийских Играх в Амстердаме, где сборная Италии стала бронзовым призёром. Всего за сборную Энрико Ривольта провел 8 матчей, в которых забил один мяч.

## Достижения
в клубе
- чемпион Италии: 1929/30
- бронзовый призёр чемпион Италии (3): 1923/24, 1932/33, 1933/34

в сборной
- бронзовый призёр олимпийских игр: 1928